# Chromeo
I Chromeo sono un duo canadese di musica elettrofunk, composto da Patrick "P-Thugg" Gemayel (tastiere, sintetizzatori, basso e talk box) e David "Dave 1" Macklovitch (chitarra, tastiere, sintetizzatori e voce).
Conosciutisi in ambito scolastico appena quindicenni, si sono artisticamente uniti con il nome Chromeo nel 2001, firmando un contratto con l'etichetta discografica Turbo. Il loro primo album, She's in Control, è stato pubblicato nel 2004 e conteneva singoli come You're So Gangsta e Destination: Overdrive.

## Discografia

### Album in studio
- 2004 - She's in Control
- 2007 - Fancy Footwork
- 2010 - Business Casual
- 2014 - White Women
- 2018 - Head Over Heels
- 2024 - Adult Contemporary

### Raccolte
- 2005 - Un joli mix pour toi
- 2006 - Ce soir on danse
- 2009 - DJ-Kicks: Chromeo

### Singoli
- 2002 - You're So Gangsta
- 2003 - Destination: Overdrive
- 2003 - Needy Girl
- 2004 - Me and My Man
- 2005 - Rage!
- 2006 - I Am Somebody (feat. Dj Mehdi)
- 2007 - Fancy Footwork
- 2007 - Tenderoni
- 2007 - Bonafied Lovin'
- 2007 - Momma's Boy
- 2009 - I Can't Tell You Why
- 2010 - Night by Night
- 2010 - Don't Turn the Lights On
- 2011 - Hot Mess (feat. Elly Jackson)
- 2011 - When the Night Falls (feat. Solange Knowles)
- 2013 - Over Your Shoulder
- 2013 - Sexy Socialite
- 2014 - Come Alive (feat. Toro y Moi)
- 2014 - Jealous (I Ain't With It)